# بيرني دوفي
بيرني دوفي (بالإنجليزية: Bernie Duffy)‏ هو لاعب كرة قاعدة جنوب أفريقي، ولد في 18 أغسطس 1893 في Vinson, Oklahoma ‏ في الولايات المتحدة، وتوفي في 9 فبراير 1962 في أبيلين في الولايات المتحدة.

## وصلات خارجية
- بيرني دوفي على موقعبيزبول رفرنس.كوم (الدوري الرئيسي) (الإنجليزية)
- بيرني دوفي على موقعبيزبول رفرنس.كوم (الدوري الثانوي) (الإنجليزية)